# 阿久津翔太
阿久津 翔太（あくつ しょうた、1996年4月23日 - ）は、茨城県生まれの競技麻雀のプロ雀士。日本プロ麻雀連盟所属。団体内の段位は四段。

## 概要
小学生の時にテレビゲームで麻雀を知り、その頃既に将来の夢に「麻雀プロ」と書くほどのめり込む。大学には進むが卒業前に埼玉で雀荘勤めをはじめ、2年修行の後に日本プロ麻雀連盟に入会。
プロ2年目の2020年、麻雀最強戦「次世代プロ集結！麻雀代理戦争」予選に、同団体の仲田加南の推薦で出場。翌2021年、この年創設された若獅子戦の初代勝者に輝く。
2023年8月、鳳凰戦B1リーグにて1位となり、自身初となるA2リーグに昇級。
2024年6月2日、麻雀最強戦2024「最強の遺伝子」に出場し優勝。
2025年6月30日に行われたMリーグ2025-26ドラフト会議で、KADOKAWAサクラナイツから指名を受け、同日入団が決定した。

## 挿話
- 日本プロ麻雀連盟公式YouTubeチャンネル[9]では、実況・解説としても活動している。2021年には「目指せ第二の日吉辰哉！第１回日本プロ麻雀連盟実況オーディション」ではファイナリストにまで進出した[10]。
- 麻雀最強戦2024出場は当時KADOKAWAサクラナイツ所属の内川幸太郎の推薦によるもので、入場時にはサクラナイツのグッズである「サクラブレード」を手にして入場し、当時からサクラナイツの練習会に参加するなど以前よりサクラナイツと関わりが深かった[11]。皮肉にも、2025年のサクラナイツ入団はその内川の退団に伴うものであり、入団時には「内川プロを自由契約にして入れた選手が本当に活躍できるのかという世間の目もあると思いますので、納得させられるような麻雀の内容と結果を見せていかなければならない」と述べていた[12]。

## 獲得タイトル
- 若獅子戦(第1期)